# Отфай
Отфа́й (фр. Hautefaye) — коммуна во Франции, находится в регионе Аквитания. Департамент — Дордонь. Входит в состав кантона Ле-Перигор-вер-нонтронне. Округ коммуны — Нонтрон.
Код INSEE коммуны — 24209.

## География

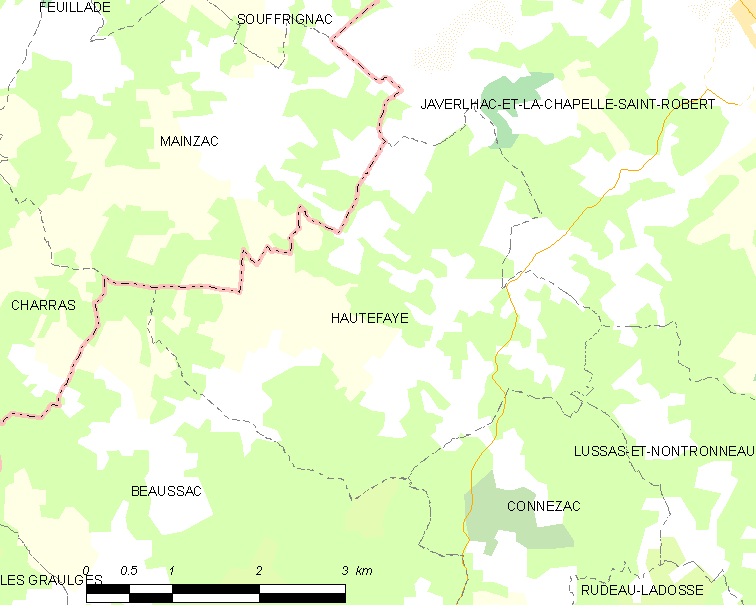
Карта коммуны

Коммуна расположена приблизительно в 400 км к югу от Парижа, в 115 км северо-восточнее Бордо, в 45 км к северу от Перигё.

### Климат
Климат умеренный океанический со средним уровнем осадков, которые выпадают преимущественно зимой. Лето здесь долгое и тёплое, однако также довольно влажное, здесь не бывает регулярных периодов летней засухи. Средняя температура января — 5 °C, июля — 18 °C. Изредка вследствие стечения неблагоприятных погодных условий может наблюдаться непродолжительная засуха или случаются поздние заморозки. Климат меняется очень часто, как в течение сезона, так и год от года.

## Население
Население коммуны на 2010 год составляло 114 человек.
| 1962 | 1968 | 1975 | 1982 | 1990 | 1999 | 2010 |
| ---- | ---- | ---- | ---- | ---- | ---- | ---- |
| 174  | 169  | 146  | 144  | 129  | 116  | 114  |

## Администрация
| Период | Период | Фамилия                | Партия       | Примечания |
| ------ | ------ | ---------------------- | ------------ | ---------- |
| 1977   | 2014   | Франсис Мишель Доннари | беспартийный | пенсионер  |
| 2014   | 2020   | Жан-Мари Портен        |              |            |

## Экономика
В 2010 году среди 69 человек трудоспособного возраста (15-64 лет) 54 были экономически активными, 15 — неактивными (показатель активности — 78,3 %, в 1999 году было 66,7 %). Из 54 активных жителей работали 47 человек (26 мужчин и 21 женщина), безработных было 7 (3 мужчин и 4 женщины). Среди 15 неактивных 2 человека были учениками или студентами, 12 — пенсионерами, 1 был неактивным по другим причинам.

## Фотогалерея

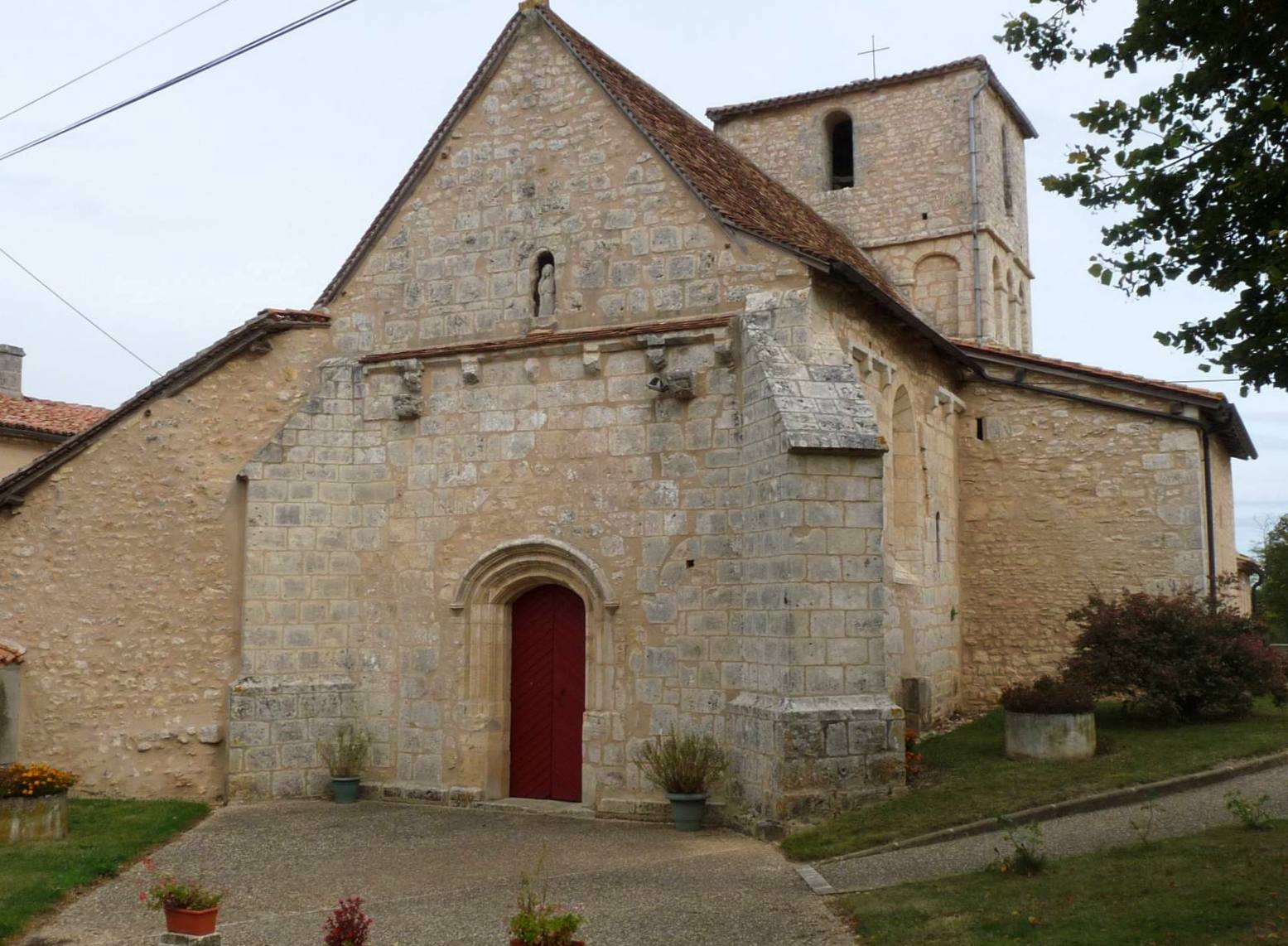
Церковь Успения Пресвятой Богородицы
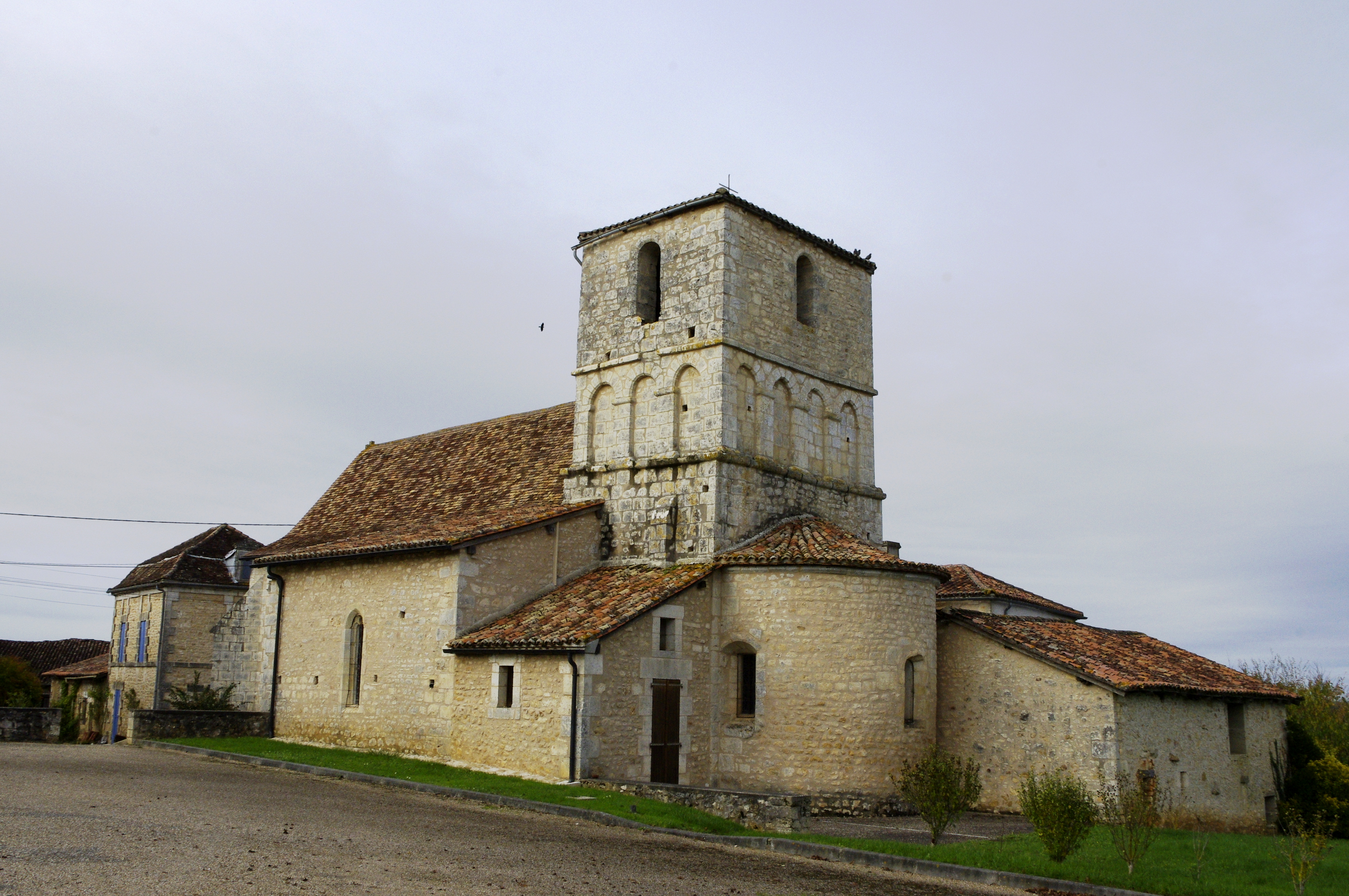
Церковь Успения Пресвятой Богородицы
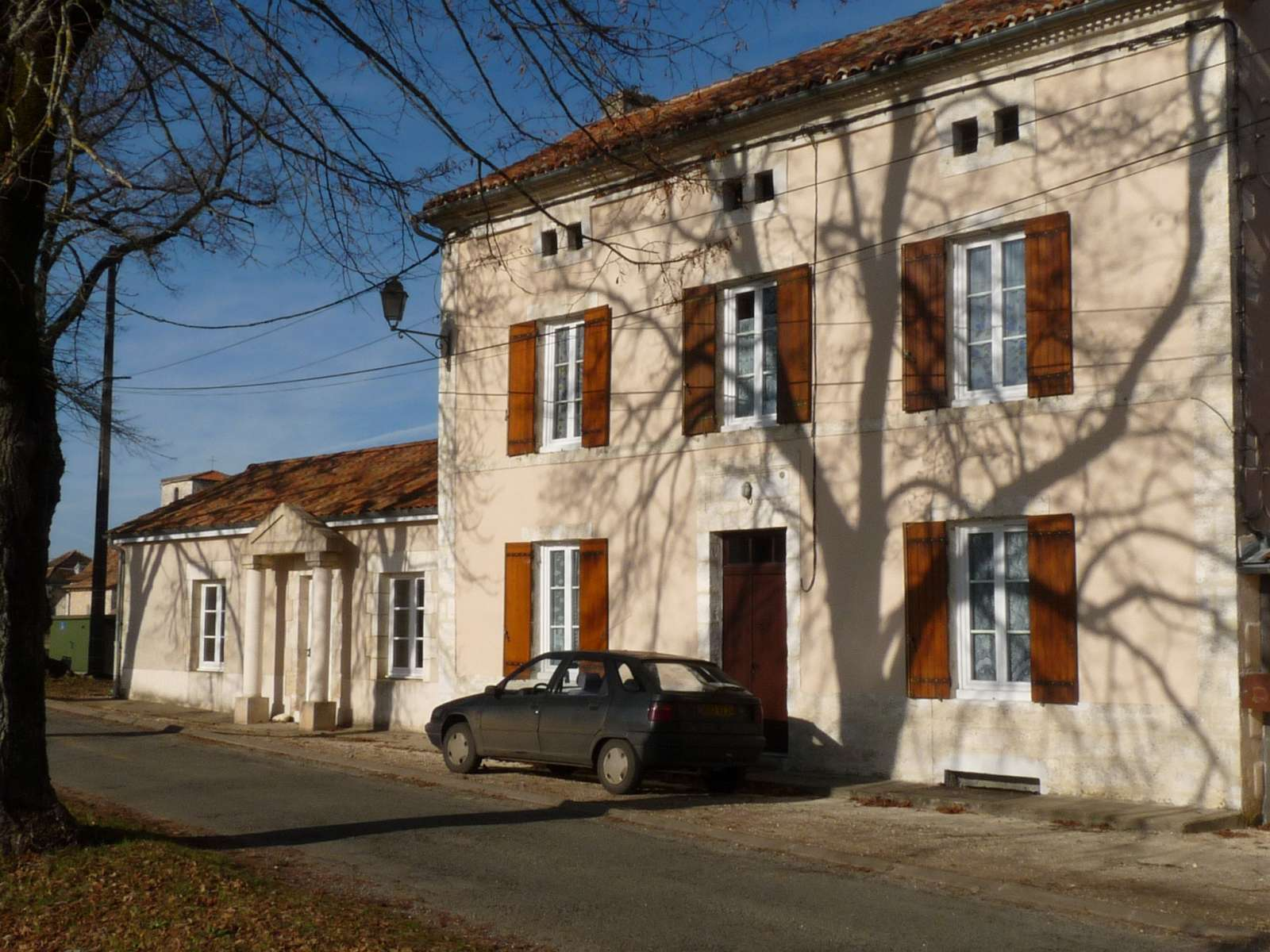
Школа
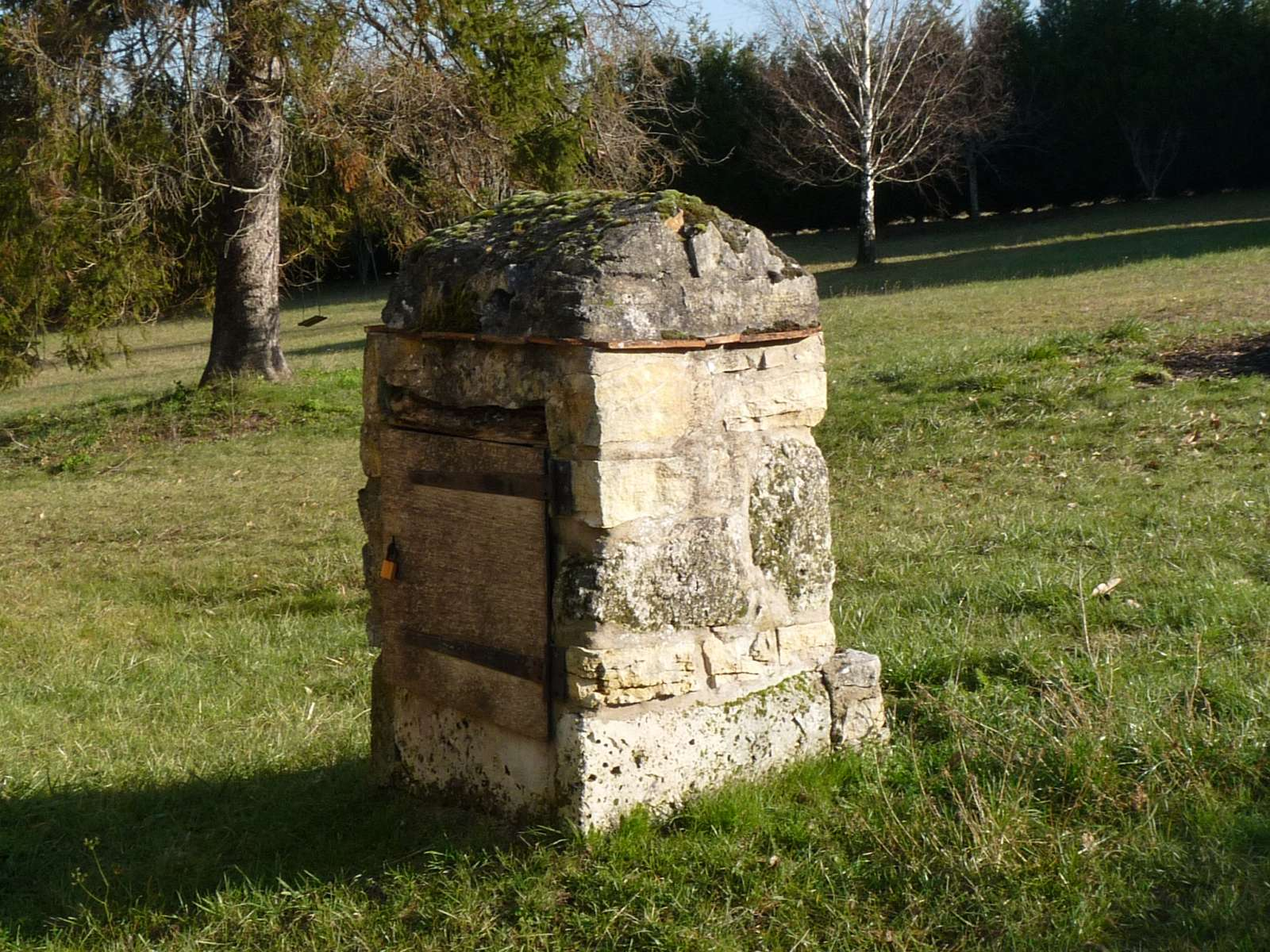
Колодец